# 全国スーパーマーケット協会
一般社団法人全国スーパーマーケット協会（ぜんこくスーパーマーケットきょうかい、英称：National Supermarket Association of Japan）は、東京都千代田区に本部を置く日本のスーパーマーケットの業界団体のひとつである。略称は「NSAJ」。キャッチフレーズは「あなたの街のライフライン。」。 

## 概要
元は異なる出自を持つ2つのスーパーマーケット業界団体「日本セルフ・サービス協会」と「全国スーパーマーケット協会（旧法人）」が2009年に合併したものである。スーパーマーケットに関する調査及び研究を行う一般社団法人（経済産業省旧所管）。またスーパーマーケットに関する様々な検定試験も行っている。
会員数は1,335社（正会員約305社、賛助会員約1,030社）、約10,000店（2023年3月現在）。総合スーパーや食品スーパーをはじめとするスーパーマーケット運営企業を正会員、機器・食品・システムメーカー、卸売業・商社、団体などを賛助会員とする。
展示会として「スーパーマーケット・トレードショー (SMTS) 」および「デリカテッセン・トレードショー」を主催し、毎年開催している。
2009年の合併後に協会事務局の公式Twitterアカウントを立ち上げ、早い時期からSNSを活用した情報発信を行っている。2020年から日本でも本格化した新型コロナウイルス感染症の流行により、同年4月7日に東京都など7都府県で緊急事態宣言が発出された際は、公式Twitterアカウントからコロナ禍でのスーパーマーケットの営業などについて積極的に発信を行った。

## 歴史
高級果物店を営む家で家業を手伝っていた増井徳男は、太平洋戦争中の物資統制令で高級果物を売れなくなったことから、東京都港区青山の果物店を閉店し、戦後の1949年に果物・野菜店として再建。その後にアメリカのスーパーマーケットを範として、青山の店を1953年11月にスーパーマーケット「紀ノ國屋」として開業した（現在の北青山3丁目11-7）。同協会および紀ノ国屋ではこれを「日本初のセルフサービス方式のスーパーマーケット」として位置付けている。
株式会社紀ノ國屋創業者の増井徳男は、このセルフサービス方式のスーパーマーケットという新業態を広めるため、有志とともに1958年3月26日付で「日本セルフ・サービス協会」を設立し、初代会長に就任した。同年12月には「スーパーマーケットの定義」として以下のように定義づけた。
日本セルフ・サービス協会はその活動が認められ、1963年6月には「社団法人日本セルフ・サービス協会」として法人化、通商産業省（当時、現：経済産業省）所管の公益法人として認可を受けた。
一方で1982年には、日本全国の各都道府県で設立された「スーパーマーケット協会」が合同して「全国スーパーマーケット協会」を発足させ、翌1983年には日本セルフ・サービス協会と同様に「社団法人全国スーパーマーケット協会」として法人化、通商産業省（当時、現：経済産業省）所管の公益法人として認可を受けた。
2009年2月には両協会が合併契約書に調印し、翌3月に両協会総会で合併を承認。同年8月3日に両協会が合併し、新団体の会長には株式会社アークス社長の横山清が就任した。また合併直後の同年11月には協会事務局のTwitter公式アカウントを開設している。
翌2010年に「社団法人新日本スーパーマーケット協会」へ改称。公益法人制度改革に伴い、2012年には一般社団法人へ移行し「一般社団法人新日本スーパーマーケット協会」となる。
2018年に現名称の「一般社団法人全国スーパーマーケット協会」へ再度改称した。

## 沿革

### 合併前
- 1953年11月 - 東京都港区青山に紀ノ国屋が開店（同協会ではこれを「日本初のセルフサービス店」として位置づける）[1][7][8]。
- 1958年3月26日 - 日本セルフ・サービス協会を設立[1]、初代会長に紀ノ国屋創業者の増井徳男が就任[8]。
- 1963年7月8日 - 日本セルフ・サービス協会、社団法人登記完了[8]。
- 1968年 - 日本セルフ・サービス協会、設立10周年を迎える。記念式典および祝賀会を開催[8]。
- 1978年 - 日本セルフ・サービス協会会長に清水商事社長の中島清が就任[8]。
- 1980年 - 日本全国の各都道府県で「スーパーマーケット協会」結成が開始される[8]。
- 1981年 - 各都道府県の「スーパーマーケット協会」が合同し「全国スーパーマーケット協会設立準備委員会」を開催[8]。
- 1982年 - 全国スーパーマーケット協会を設立、初代理事長に三徳社長でシジシージャパン創業者の堀内寛二が就任[8]。
- 1983年6月3日 - 全国スーパーマーケット協会、社団法人登記完了。
- 1986年 - 日本セルフ・サービス協会および全国スーパーマーケット協会、大型間接税導入反対運動へ参加[8]。
- 1990年 - 日本セルフ・サービス協会会長にいかりスーパーマーケット社長の行光博志が就任[8]。
- 1995年 - 日本セルフ・サービス協会会長に京北スーパー社長の石戸孝行が就任[8]。
- 2001年
  - 日本セルフ・サービス協会会長に紀ノ国屋社長の増井徳太郎が就任[8]。
  - 日本セルフ・サービス協会事務局を東京都千代田区内神田へ移転[8]。
- 2002年 - 全国スーパーマーケット協会理事長に原信社長の原信一が就任[8]。
- 2004年 - 日本セルフ・サービス協会および全国スーパーマーケット協会、共同で個人情報保護法に関する業界ガイドラインを作成[8]。
- 2007年 - 日本セルフ・サービス協会および全国スーパーマーケット協会、共同で『公正取引ハンドブック』を作成・発行[8]。
- 2008年
  - 日本セルフ・サービス協会、設立50周年を迎える。記念式典を開催[8]。
  - 全国スーパーマーケット協会理事長にアークス社長の横山清が就任[8]。

### 合併後
- 2009年
  - 2月 - 日本セルフ・サービス協会および全国スーパーマーケット協会、合併契約書に調印[8]。
  - 3月 - 日本セルフ・サービス協会および全国スーパーマーケット協会、両協会総会にて合併を承認[8]。
  - 8月3日 - 日本セルフ・サービス協会および全国スーパーマーケット協会が合併[8]（存続法人は日本セルフ・サービス協会[9]）。新団体の会長にはアークス社長の横山清（旧・全国スーパーマーケット協会理事長）が就任[8]。
  - 11月 - 協会事務局公式Twitterアカウントを開設[8]。
- 2010年
  - 5月 - 日本スーパーマーケット協会、オール日本スーパーマーケット協会との3団体で共同し「スーパーマーケット統計調査」月次調査を開始（翌2011年5月より調査結果公表開始）[8]。
  - 9月1日 - 社団法人新日本スーパーマーケット協会へ改称[8]。
- 2012年
  - 1月 - 公益法人制度改革に伴い、一般社団法人へ移行。一般社団法人新日本スーパーマーケット協会となる[8]。
  - 3月 - 協会事務局公式Facebookページを開設[8]。
- 2018年9月 - 一般社団法人全国スーパーマーケット協会へ改称[8]。

## 役員
2023年3月22日現在。
- 会長 - 横山清（アークス）
- 副会長
  - 増井德太郎（紀ノ国屋）
  - 中村洋子（スズキヤ）
  - 太田順康（北辰商事）
  - 三科雅嗣（いちやまマート）
- 常任理事
  - 安島浩（マルト）
  - 三枝富博（イトーヨーカ堂）
  - 原昭彦（成城石井）
  - 原和彦（アクシアル リテイリング）
  - 廣岡聖司（廣岡）
  - 岩崎高治（ライフコーポレーション）
  - 土屋敏夫（日本生活協同組合連合会）
- 専務理事 - 三浦正樹
- 常務理事 - 島原康浩
- 理事37名、監事2名

## その他のスーパーマーケット業界団体
- 日本スーパーマーケット協会 - 食品スーパー中心の業界団体（一般財団法人）。
- オール日本スーパーマーケット協会 - 共通プライベートブランド「くらし良好」を運営する業界団体（任意団体）。

3団体で共同調査を行うなどの協力関係がある。